# Harald Meller

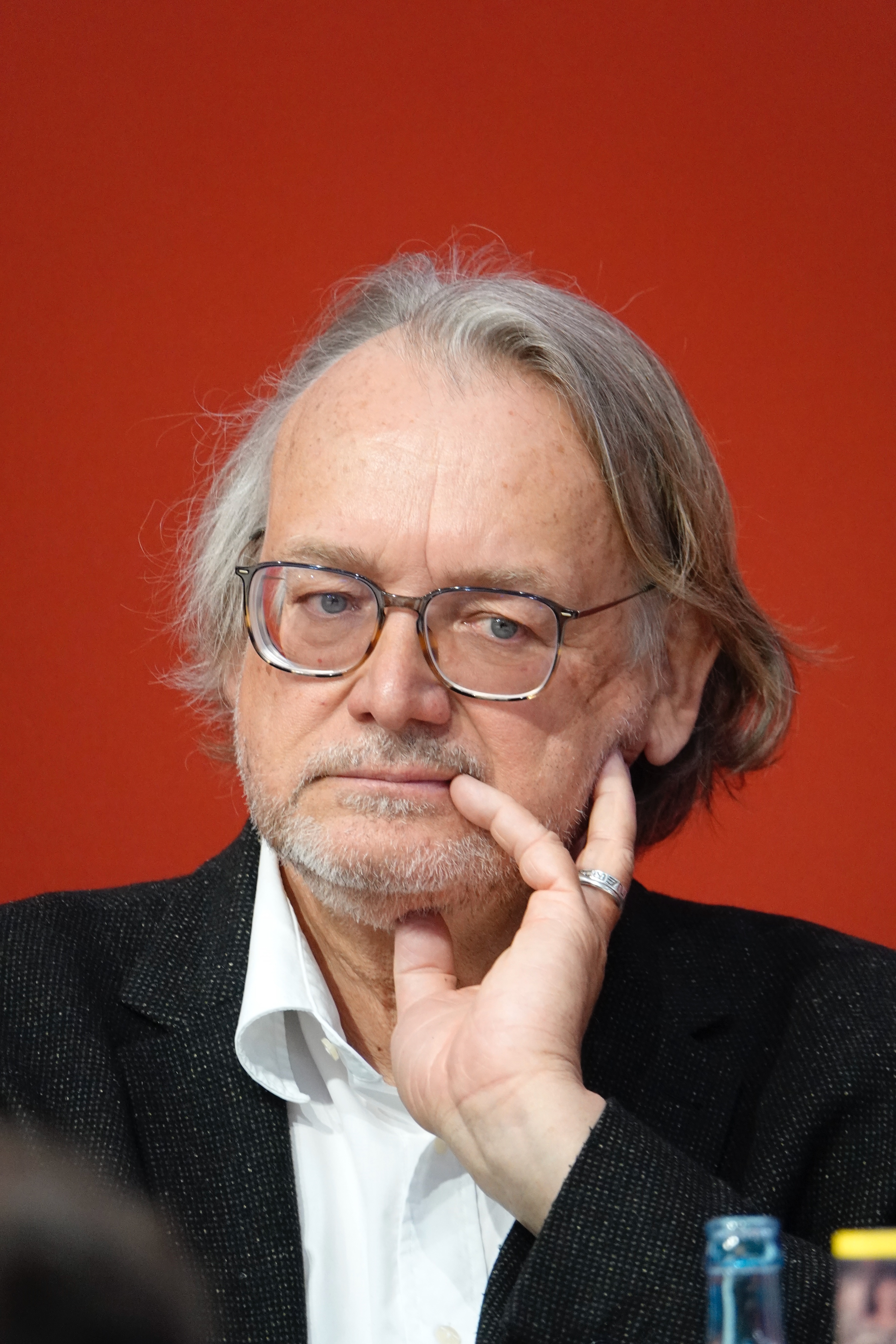
Harald Meller auf der Leipziger Buchmesse 2025

Harald Meller (* 10. Mai 1960 in Olching) ist ein deutscher Provinzialrömischer und Prähistorischer Archäologe sowie Landesarchäologe von Sachsen-Anhalt.

## Leben
1981 begann er das Studium der Vor- und Frühgeschichte, Provinzialrömischen Archäologie und Ethnologie in München und an der FU Berlin, das er 1987 mit dem Magister Artium über keltische Grabfunde in Südengland abschloss. 1993 wurde er in München im Fach Provinzialrömische Archäologie über Fibeln aus einem keltisch-venetischen Heiligtum der Reitia in Este-Baratella in Oberitalien promoviert.
Seit 1991 war Meller wissenschaftlicher Mitarbeiter am Institut für Ur- und Frühgeschichte der Universität zu Köln. Von 1995 bis 2001 war er Gebietsreferent im Landesamt für Archäologie Sachsen und wurde dann Landesarchäologe von Sachsen-Anhalt und Direktor des sachsen-anhaltischen Landesmuseums für Vorgeschichte in Halle. Seit 2004 ist Meller Direktor des aus zwei Fachämtern zusammengelegten Landesamts für Denkmalpflege und Archäologie Sachsen-Anhalt. Meller wurde 2009 zum Honorarprofessor für das Fachgebiet „Archäologie Europas“ an der Universität Halle ernannt.

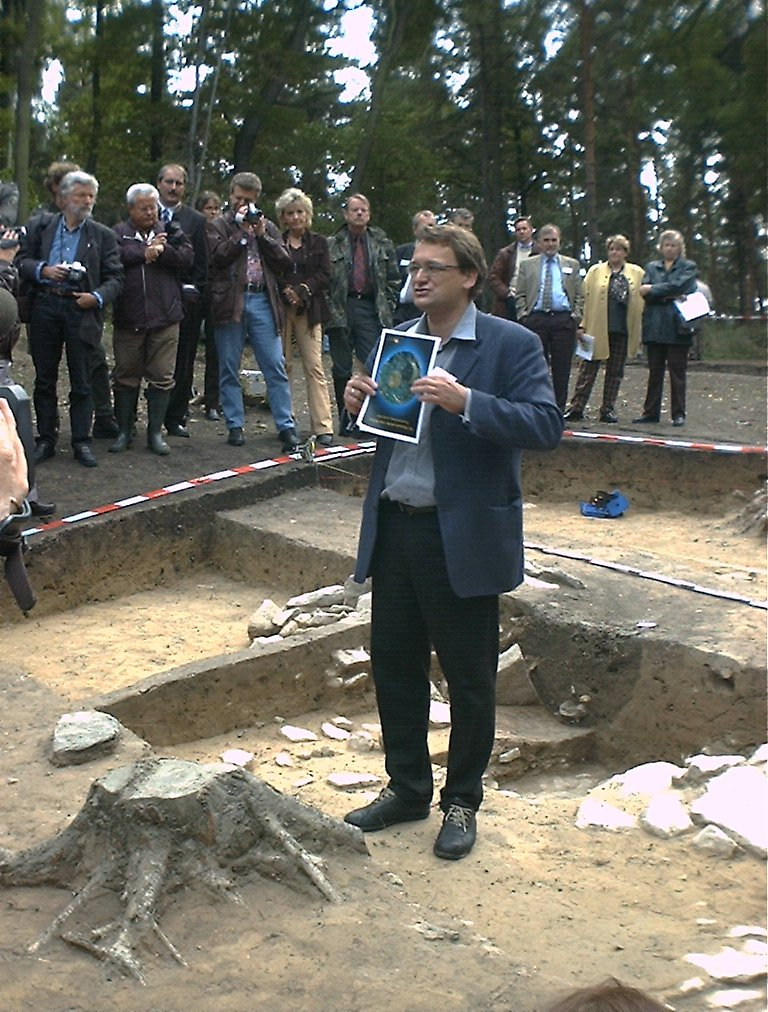
Harald Meller bei der Präsentation der Himmelsscheibe von Nebra, 2002

Bekanntheit in Fachkreisen und darüber hinaus erlangte Meller durch sein Engagement als Lockspitzel im Jahr 2002 bei der Sicherstellung der von Raubgräbern gefundenen Himmelsscheibe von Nebra und durch ihre anschließende wissenschaftliche Erforschung. Die im Landesmuseum für Vorgeschichte in Halle ausgestellte Himmelsscheibe gilt als einer der wichtigsten archäologischen Funde des 20. Jahrhunderts. 2004 wurde sie unter Mellers Leitung in der Landesausstellung „Der geschmiedete Himmel – Die weite Welt im Herzen Europas vor 3600 Jahren“ präsentiert.
Unter Mellers Führung wurde das Landesmuseum in Halle zu einem der wichtigsten Ausstellungshäuser für Archäologie in Deutschland, das mit zahlreichen Ausstellungen hervortrat, so etwa 2008 mit der Landesausstellung „Fundsache Luther – Archäologen auf den Spuren des Reformators“ oder 2011 mit der Ausstellung „Pompeji, Nola, Herculaneum – Katastrophen am Vesuv“. Harald Meller erhielt am 29. April 2009 die Bundesverdienstmedaille.
Im Februar 2023 übernahm Meller die kommissarische Leitung der Kulturstiftung Dessau-Wörlitz.

## Schriften
- Die Fibeln aus dem Reitia-Heiligtum von Este (Ausgrabungen 1880–1916). Studien zu den Spätlatèneformen / Le fibule del santuario di Reitia a Este (= Il santuario di Reitia a Este. Band 1; Studien zu vor- und frühgeschichtlichen Heiligtümern. Band 2). Teilband 1, Philipp von Zabern, Mainz 2002, ISBN 3-8053-2822-2 (zugleich Dissertation, Universität München).
- mit Arnold Muhl und Klaus Heckenhahn: Tatort Eulau. Ein 4500 Jahre altes Verbrechen wird aufgeklärt. Mit Illustrationen von Karol Schauer. Theiss, Stuttgart 2010, ISBN 978-3-8062-2401-6.
- Die Fibeln aus dem Reitia-Heiligtum von Este (Ausgrabungen 1880–1916). Studien zu den Spätlatèneformen / Le fibule del santuario di Reitia a Este (= Il santuario di Reitia a Este. Band 1; Studien zu vor- und frühgeschichtlichen Heiligtümern. Band 2). Teilband 2, Übersetzung ins Italienische von Umberto Tecchiati und Irene Parnigotto. Nünnerich-Asmus, Mainz am Rhein 2012, ISBN 978-3-943904-07-9.
- mit Kai Michel: Die Himmelsscheibe von Nebra. Der Schlüssel zu einer untergegangenen Welt im Herzen Europas. Propyläen, Berlin 2018, ISBN 978-3-549-07646-0.
- mit Kai Michel: Griff nach den Sternen. Nebra, Stonehenge, Babylon. Reise ins Universum der Himmelsscheibe. Propyläen, Berlin 2021, ISBN 978-3-549-10027-1.
- mit Kai Michel: Das Rätsel der Schamanin. Eine archäologische Reise zu unseren Anfängen. Rowohlt, Hamburg 2022, ISBN 978-3-498-00301-2.[9]
- mit Kai Michel und Carel van Schaik: Die Evolution der Gewalt. Warum wir Frieden wollen, aber Kriege führen. Eine Menschheitsgeschichte. dtv. München 2024, ISBN 978-3-423-28438-7.

## Auszeichnungen
- 2025: Shortlist Preis der Leipziger Buchmesse für Die Evolution der Gewalt
- 2025: Bundesverdienstkreuz am Bande[10]